# TOI-1749
TOI-1749 è una stella nella costellazione del Dragone, distante 325 anni luce dal sistema solare. Attorno ad essa sono stati scoperti orbitare tre pianeti extrasolari.

## Caratteristiche fisiche
TOI-1749 è una stella più piccola e fredda del Sole, di tipo spettrale M0V; la sua massa e il suo raggio sono rispettivamente il 58% e il 55% di quelli del Sole, mentre la sua temperatura superficiale è di circa 4000 K, caratteristiche che la pongono nella categoria delle nane rosse, anche se tra le più luminose di questa classe.

## Sistema planetario
La stella venne osservata nel febbraio del 2019 dal telescopio spaziale TESS che individuò, tramite il metodo del transito, tre pianeti. Successivamente la stella fu osservata con diversi strumenti da terra, che hanno confermato l'esistenza del sistema planetario.
Il pianeta più vicino alla stella, TOI-1749 b, è una super Terra avente un raggio del 39% maggiore di quello terrestre. La sua massa, anche se non è determinata con precisione, è piuttosto alta e di conseguenza anche la sua densità. Probabilmente era nato come gigante gassoso, tuttavia a causa della vicinanza alla stella e alla sua alta temperatura (830 K, la sua atmosfera ricca d'idrogeno è fotoevaporata e del pianeta è rimasto solo il nucleo roccioso centrale.
Gli altri due pianeti del sistema hanno masse e raggi tipici dei nani gassosi, con densità paragonabili a quelle dei giganti del sistema solare e nonostante le loro temperature siano anch'esse troppo elevate (rispettivamente 673 K e 533 K per i pianeti "b" e "c") per consentire la presenza di acqua liquida in superficie, hanno trattenuto l'involucro esterno gassoso, a differenza del pianeta più interno.
Nonostante la stella madre sia meno luminosa del Sole, i pianeti ricevono molta più radiazione rispetto a quanta ne riceve la Terra; orbitano infatti a distanze che vanno da 4,4 milioni di chilometri del pianeta più interno ai 10,5 milioni di chilometri del più esterno.
Prospetto del sistema
| Pianeta | Tipo        | Massa           | Raggio  | Periodo orb. | Sem. maggiore | Eccentricità | Scoperta |
| ------- | ----------- | --------------- | ------- | ------------ | ------------- | ------------ | -------- |
| b       | Super Terra | 19+22 −13 M⊕    | 1,39 r⊕ | 2,388 giorni | 0,0291 UA     | 0,02         | 2021     |
| c       | Mininettuno | 2,1+5,7 −1,6 M⊕ | 2,12 r⊕ | 4,493 giorni | 0,0493 UA     | 0,007        | 2021     |
| d       | Mininettuno | 4,3+6,2 −3,5 M⊕ | 2,52 r⊕ | 9,05 giorni  | 0,07 UA       | 0,015        | 2021     |